# Sugar Bowl 2024
Match précédent Match suivant
Le Sugar Bowl 2024 est un match de football américain de niveau universitaire qui sera joué après la saison régulière de 2023, le 1er janvier 2024, au Caesars Superdome de La Nouvelle-Orléans en Louisiane. 
Il s'agit de la 90e édition du Sugar Bowl.
Le match constitue une des demi-finales du College Football Playoff et oppose les #3 Longhorns du Texas, vice-champions de la Big Ten Conference, aux #2 Huskies de Washington, champions de la Pacific-12 Conference. Le 8 janvier 2024, le gagnant affrontera le vainqueur du Rose Bowl 2024, lors du College Football Championship Game 2024 joué au NRG Stadium de Houston au Texas.
Il débute à 17 h 45 locales et est retransmis en télévision sur ESPN.
Sponsorisé par la société Allstate, le match est officiellement dénommé le College Football Playoff Semifinal at the Allstate Sugar Bowl.
Washington remporte le match sur le score de 37 à 31.

## Équipes
Les équipes qui participent au match ont été désignées et annoncées par le comité de sélection du CFP le dimanche 3 décembre 2023.
| Équipes                                                                                             | Couleurs | Conférences | Entraîneurs                      | Stats. saison rég. | Classements avant le bowl | Classements avant le bowl | Classements avant le bowl |
| --------------------------------------------------------------------------------------------------- | -------- | ----------- | -------------------------------- | ------------------ | ------------------------- | ------------------------- | ------------------------- |
| Équipes                                                                                             | Couleurs | Conférences | Entraîneurs                      | Stats. saison rég. | CFP                       | AP                        | Coaches                   |
| Longhorns du Texas                                                                                  |          | Big-12      | Steve Sarkisian (en) (3e saison) | 12-1               | no 3                      | no 3                      | no 4                      |
| Huskies de Washington                                                                               |          | Pac-12      | Kalen DeBoer (en) (2e saison)    | 13-0               | no 2                      | no 2                      | no 2                      |
| - Arbitre : Ron Snodgrass (Big 10) - Équipe donnée favorite par les bookmakers : Texas par 4 points |          |             |                                  |                    |                           |                           |                           |

Il s'agit de la 6e rencontre entre les deux équipes, Texas menant les statistiques avec 3 victoires contre 2 pour Washington.
| Saison | Date              | Vainqueur  | Score   | Compétition            |
| ------ | ----------------- | ---------- | ------- | ---------------------- |
| 2022   | 29 décembre 2022  | Washington | 27 - 20 | Valero Alamo Bowl 2022 |
| 2001   | 28 décembre 2001  | Texas      | 47 - 43 | Holiday Bowl 2001      |
| 1979   | 22 décembre 1979  | Washington | 14 - 07 | Sun Bowl 1979          |
| 1975   | 20 septembre 1975 | Texas      | 28 - 20 | Saison régulière       |
| 1974   | 5 octobre 1974    | Texas      | 35 - 21 | Saison régulière       |

### Longhorns du Texas
Avec un bilan global en saison régulière de 1 victoires et 1 défaite (8-1 en matchs de conférence), Texas est éligible et accepte l'invitation du comité de sélection du CFP de participer au Sugar Bowl de 2024.
Ils terminent 1er de la Big-12 et battent 49 à 21 en finale de conférence les Cowboys d'Oklahoma State.
À l'issue de la saison 2023 (bowl non compris), ils sont désignés no 3 aux classements CFP et AP et no 4 à égalité avec Alabama au classement Coaches.
Il s'agit de leur 6e participation au Sugar Bowl :
| Saisons | Dates            | Vainqueurs    | Scores  | Finalistes | Bilan   |
| ------- | ---------------- | ------------- | ------- | ---------- | ------- |
| 1947    | 1er janvier 1948 | Texas         | 27 - 07 | Alabama    | V : 1-0 |
| 1957    | 1er janvier 1958 | Ole Miss      | 39 - 7  | Texas      | D : 1-1 |
| 1995    | 31 décembre 1995 | Virginia Tech | 28 - 10 | Texas      | D : 1-2 |
| 2018    | 1er janvier 2019 | Texas         | 28 - 21 | Georgia    | V : 2-2 |

| Logo     | Postes          | Joueurs                                            | Statistiques                                                      |
| -------- | --------------- | -------------------------------------------------- | ----------------------------------------------------------------- |
|          | Quarterback     | Quinn Ewers                                        | 248/351 passes réussies pour 3 161 yards, 21 TDs, 6 interceptions |
| Coureur  | Jonathon Brooks | 187 courses pour 1 139 yards nets gagnés et 10 TDs |                                                                   |
| Receveur | Xavier Worthy   | 73 réceptions pour 969 yards et 5 TDs              |                                                                   |

### Huskies de Washington
Avec un bilan global en saison régulière de 12 victoires sans défaite (9-0 en matchs de conférence), Washington est éligible et accepte l'invitation du comité de sélection du CFP de participer au Sugar Bowl de 2024.
Ils terminent 1re de la Pacific-12 Conference et remportent ensuite la finale de conférence 34 à 31 contre les Ducks de l'Oregon.
À l'issue de la saison 2023 (bowl non compris), ils sont désignés no 2 aux classements CFP, AP et Coaches.
Il s'agit de leur première apparition au Sugar Bowl et la seule et dernière fois qu'une équipe de la Pac-12 y aura participé (la Pac-12 cessera d'exister en fin de saison).
| Logo     | Postes         | Joueurs                                            | Statistiques                                                      |
| -------- | -------------- | -------------------------------------------------- | ----------------------------------------------------------------- |
|          | Quarterback    | Michael Penix Jr.                                  | 307/466 passes réussies pour 4 218 yards, 33 TDs, 9 interceptions |
| Coureur  | Dillon Johnson | 201 courses pour 1 113 yards nets gagnés et 14 TDs |                                                                   |
| Receveur | Rome Odunze    | 81 réceptions pour 1 428 yards et 13 TDs           |                                                                   |

## Résumé du match
Début du match à 19 h 45 locales, fin à 22 h 52 locales pour une durée totale de jeu de 3 h 50 min.
Match joué en intérieur, stade fermé.
| QT            | Temps         | Drive         | Drive         | Drive         | Équipe        | Description de l'action                                                                                      | Score | Score |
| ------------- | ------------- | ------------- | ------------- | ------------- | ------------- | --- | ----- | ----- |
| QT            | Temps         | Jeux          | Yards         | TDP           | Équipe        | Description de l'action                                                                                      | TEX   | WAS   |
| 1             | 11:01         | 4             | 89            | 02:59         | WASH          | TD à la suite d'une course de 2 yards par Dillon Johnson (+ 1 pt de conversion par le K Grady Gross)         | 0     | 7     |
| 1             | 07:06         | 7             | 75            | 03:55         | TEX           | TD à la suite d'une course de 5 yards par Jaydon Blue (+ 1 pt de conversion par le K Bert Auburn)            | 7     | 7     |
|               |               |               |               |               |               | |       |       |
| 2             | 13:08         | 9             | 80            | 04:26         | WASH          | TD à la suite d'une course de 1 yard par Dillon Johnson (+ 1 pt de conversion par le K Grady Gross)          | 7     | 14    |
| 2             | 10:08         | 3             | 22            | 01:37         | TEX           | TD à la suite d'une course de 1 yard par Byron Murphy II (+ 1 pt de conversion par le K Bert Auburn)         | 14    | 14    |
| 2             | 01:27         | 9             | 76            | 04:28         | WASH          | TD de 29 yards par le Ja'Lynn Polk (passe du QB Michael Penix Jr. + 1 pt de conversion par le K Grady Gross) | 14    | 21    |
| 2             | 00:17         | 10            | 72            | 01:10         | TEX           | TD à la suite d'une course de 1 yard par CJ Baxter (+ 1 pt de conversion par le K Bert Auburn)               | 21    | 21    |
|               |               |               |               |               |               | |       |       |
| 3             | 10:30         | 8             | 70            | 04:30         | WASH          | TD de 19 yards par Jalen McMillan (passe du QB Michael Penix Jr. + 1 pt de conversion par le K Grady Gross)  | 21    | 28    |
| 3             | 07:44         | 5             | 2             | 02:30         | WASH          | FG de 26 yards par le K Grady Gross                                                                          | 21    | 31    |
|               |               |               |               |               |               | |       |       |
| 4             | 14:51         | 12            | 58            | 05:48         | WASH          | FG de 40 yards par le K Grady Gross                                                                          | 21    | 34    |
| 4             | 07:23         | 10            | 72            | 03:56         | TEX           | TD de 1 yard par Adonai Mitchell (passe du QB Quinn Ewers + 1 pt de conversion par le K Bert Auburn)         | 28    | 34    |
| 4             | 02:40         | 10            | 65            | 04:43         | WASH          | FG de 27 yards par le K Grady Gross                                                                          | 28    | 37    |
| 4             | 01:09         | 8             | 68            | 01:31         | TEX           | FG de 25 yards par le K Bert Auburn                                                                          | 31    | 37    |
| Score final : | Score final : | Score final : | Score final : | Score final : | Score final : | Score final :                                                                                                | 31    | 37    |

## Statistiques
| Systèmes | Noms              | Postes | Équipe     |
| -------- | ----------------- | ------ | ---------- |
| Attaque  | Michael Penix Jr. | QB     | Washington |
| Défense  | Bralen Trice (en) | DE     | Washington |

| Statistiques                          | Longhorns du Texas                                      | Huskies de Washington                                   |
| ------------------------------------- | ------------------------------------------------------- | ------------------------------------------------------- |
| 1er down                              | 23                                                      | 25                                                      |
| 1er down à la course                  | 8                                                       | 6                                                       |
| 1er down à la passe                   | 13                                                      | 17                                                      |
| 1er down suite pénalité               | 2                                                       | 2                                                       |
| Conversion de 3e down                 | 4/12                                                    | 3/11                                                    |
| Conversion de 4e down                 | 0/1                                                     | 1/2                                                     |
| Jeux–yards                            | 71 jeux pour 498 yards                                  | 70 jeux pour 532 yards                                  |
| Yards à la course                     | 28 courses pour 180 yards (moyenne de 6,4 yards/course) | 31 courses pour 102 yards (moyenne de 3,3 yards/course) |
| Yards à la passe                      | 318                                                     | 430                                                     |
| Passes: Réussies-Tentées-Interceptées | 24/43 passes complétées, 0 interception                 | 29/39 passes complétées, 0 interception                 |
| Réussite en zone rouge/chances        | 5/6                                                     | 5/6                                                     |
| TD                                    | 4 (3 à la course, 1 en réception)                       | 4 (2 à la course, 2 en réception)                       |
| Field Goals                           | 1/1                                                     | 3/3                                                     |
| Sacks (Nombre-Yards)                  | 0                                                       | 2 pour 9 yards adverses perdus                          |
| Fumbles (Nombre/Perdus)               | 4/2                                                     | 1/1                                                     |
| Pénalités (Nombre/Yards perdus)       | 10 pour 66 yards perdus                                 | 5 pour 38 yards perdus                                  |
| Temps de possession                   | 23:40                                                   | 36:20                                                   |

| Longhorns du Texas    |                    |                                                                                                 |
| Quarterback           | Ewers Quinn        | 24/43 passes complétées, 318 yards, 0 interception, 1 TD, 2 sacks subis, évaluation QB de 125,6 |
| Meilleur coureur      | CJ Baxter          | 6 courses pour 75 yards nets gagnés, 0 TD, moyenne de 7,1 yards/course                          |
| Meilleur coureur      | Jaydon Blue        | 9 courses pour 59 yards nets gagnés, 1 TD, moyenne de 6,6 yards/course                          |
| Meilleur coureur      | Quinn Ewers        | 8 courses pour 54 yards nets gagnés, 0 TD, moyenne de 6,8 yards/course                          |
| Meilleur receveur     | Ja'Tavion Sanders  | 6 réceptions pour 75 yards gagnés, 0 TD                                                         |
| Meilleur receveur     | Jordan Whittington | 4 réceptions pour 70 yards gagnés, 0 TD                                                         |
| Meilleur receveur     | Adonai Mitchell    | 4 réceptions pour 32 yards gagnés, 1 TD                                                         |
| Meilleur défenseur    | Jaylan Ford        | 10 plaquages dont 6 en solo                                                                     |
| Huskies de Washington |                    |                                                                                                 |
| Quarterback           | Michael Penix Jr.  | 29/38 passes complétées, 430 yards, 0 interception, 2 TDs, 0 sack subi, évaluation QB de 188,7  |
| Meilleur coureur      | Dillon Johnson     | 21 courses pour 49 yards nets gagnés, 2 TDs, moyenne de 2,3 yards/course                        |
| Meilleur coureur      | Michael Penix Jr.  | 3 courses pour 31 yards nets gagnés, 0 TD, moyenne de 10,3 yards/course                         |
| Meilleur coureur      | Tybo Rodgers       | 5 courses pour 19 yards nets gagnés, 0 TD, moyenne de 3,8 yards/course                          |
| Meilleur receveur     | Rome Odunze        | 6 réceptions pour 125 yards gagnés, 0 TD                                                        |
| Meilleur receveur     | Ja'Lynn Polk       | 5 réceptions pour 122 yards gagnés, 1 TD                                                        |
| Meilleur receveur     | Jack Westover      | 6 réceptions pour 59 yards gagnés, 0 TD                                                         |
| Meilleur défenseur    | Edefuan Ulofoshio  | 7 plaquages dont 5 en solo et 2 pour perte de yards adverses                                    |